# Anszani Hanjang Egyetem állomás
Anszani Hanjang (Ansani Hanyang) Egyetem állomás a szöuli metró 4-es vonalának állomása; Anszan (Ansan) városában található. Nevét a Hanjang (Hanyang) Egyetem ERICA kampusza után kapta, mely a közelben található. Az egyetemet az állomástól egyetemi busszal lehet megközelíteni, mely negyedóránként közlekedik.
Az állomást integrálták a Szuin (Suin) vonalba is, eredetileg 2017 végére tervezték a megnyitását, az elhúzódó munkálatok miatt azonban 2019-re tolták ki. A Szuin (Suin) vonalat 2020-ban összevontak a Pundang (Bundang) vonallal.

## Viszonylatok
| 4-es vonal                                        | 4-es vonal                | 4-es vonal                                     |
| ------------------------------------------------- | ------------------------- | ---------------------------------------------- |
| Szangnokszu (Sangnoksu) Tanggoge (Danggogae) felé | személy- és expresszvonat | Csungang (Jungang) Anszan (Ansan) és Oido felé |
| Szuin–Pundang (Suin–Bundang) vonal                |                           |                                                |
| Sza-ri (Sa-ri) Cshongnjangni (Cheongnyangni) felé | Pundang (Bundang) vonal   | Csungang (Jungang) Incshon (Incheon) felé      |